# Komidschan (Verwaltungsbezirk)
Komidschan (persisch شهرستان کمیجان) ist ein Schahrestan in der Provinz Markazi im Iran. Er enthält die Stadt Komidschan, welche die Hauptstadt des Verwaltungsbezirks ist. 

## Kreise
- Zentral
- Miladscherd

## Demografie
Bei der Volkszählung 2016 betrug die Einwohnerzahl des Schahrestan 36.441. Die Alphabetisierung lag bei 76 Prozent der Bevölkerung. Knapp 50 Prozent der Bevölkerung lebten in urbanen Regionen.
| Zensusjahr | Einwohnerzahl |
| ---------- | ------------- |
| 2011       | 39.340        |
| 2016       | 36.441        |